# Ipolyvece
Ipolyvece ist eine ungarische Gemeinde im Kreis Balassagyarmat im Komitat Nógrád.

## Geografische Lage
Ipolyvece liegt 14 Kilometer südwestlich der Kreisstadt Balassagyarmat am rechten Ufer des Flusses Ipoly, der die Grenze zur Slowakei bildet. Nachbargemeinden sind Drégelypalánk, Dejtár und Patak. Jenseits der Grenze befinden sich die slowakischen Orte Balog nad Ipľom und Veľká Ves nad Ipľom.

## Sehenswürdigkeiten
- Duna-Ipoly-Nationalpark (Duna-Ipoly Nemzeti Park)
- Evangelische Kirche, erbaut 1883–1886
- Heimatgeschichtliche Ausstellung (Helytörténeti kiállítás)
- Kruzifix, erschaffen von László Marton
- Römisch-katholische Kirche Mindenszentek, erbaut 1745 im barocken Stil, Ende des 19. Jahrhunderts und 1932 erweitert

## Söhne und Töchter der Gemeinde
- Róbert Deme (* 1963), Maler

## Verkehr
Durch Ipolyvece verläuft die Nebenstraße Nr. 22101. Es bestehen Busverbindungen über Dejtár und Ipolyszög nach Balassagyarmat sowie über Drégelypalánk nach Hont. Es bestehen Zugverbindungen nach Balassagyarmat und nach Vác.